# Völlerei

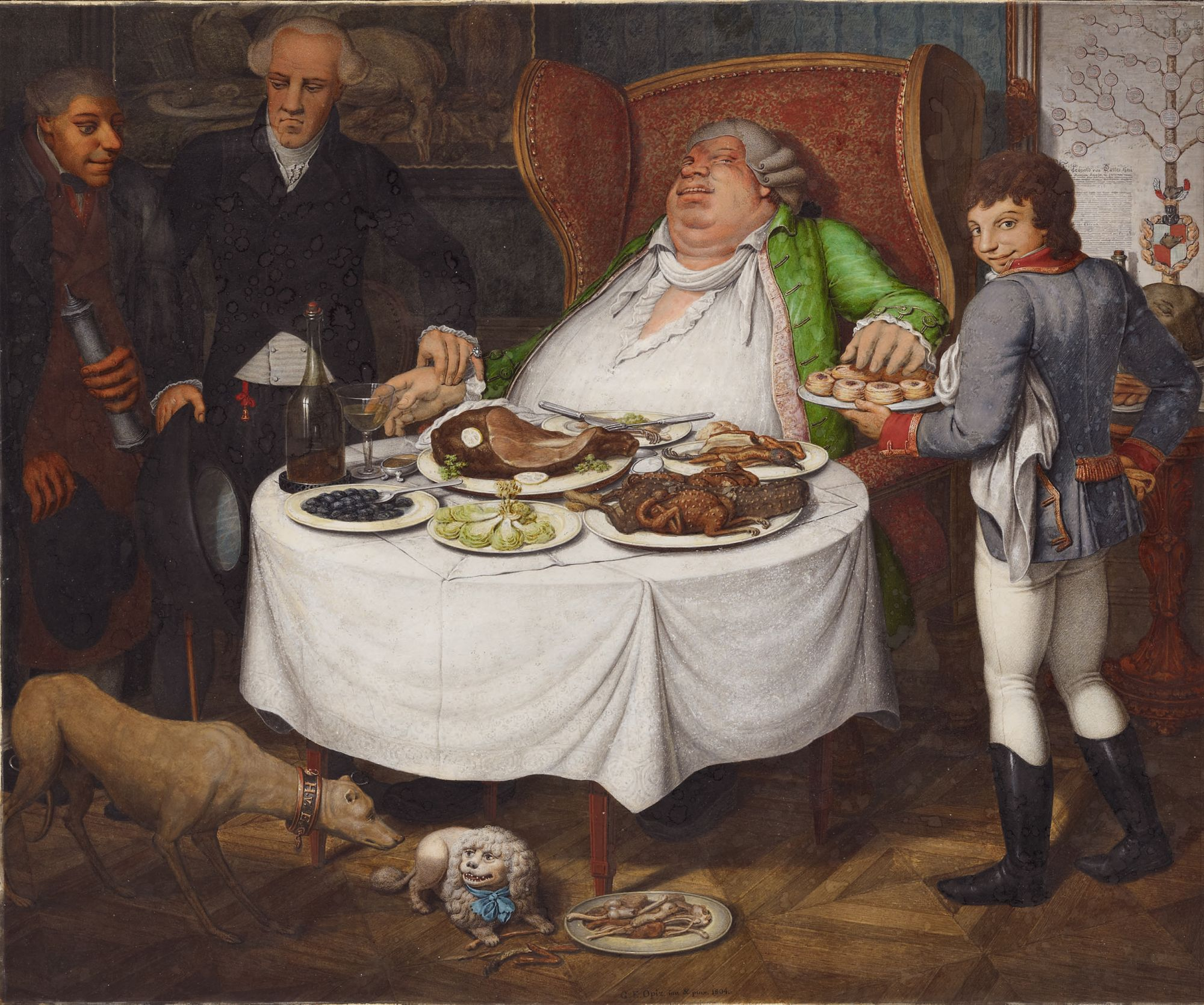
Der Völler, Gemälde von Georg Emanuel Opiz, 1804

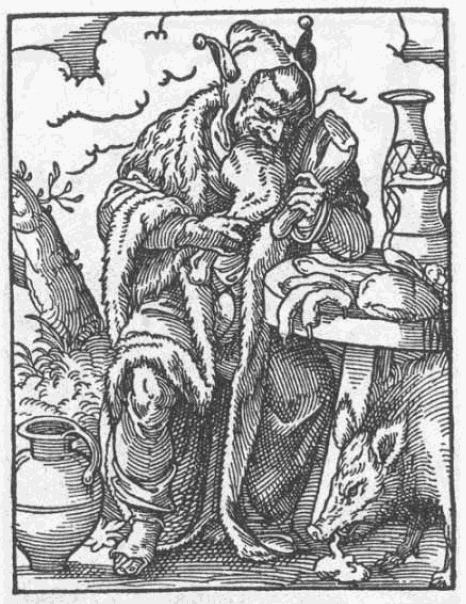
Der fressende Narr, Holzschnitt, 15. Jahrhundert

Völlerei (auch Fresssucht, Schwelgerei, Gefräßigkeit, Maßlosigkeit und Unmäßigkeit) bedeutet „üppiges und unmäßiges Essen und Trinken“. Die Völlerei (lateinisch gula) ist die Charaktereigenschaft, das Laster eines Menschen, die ihn zu einem ausschweifenden und maßlosen Leben führt. Der Völlerei steht somit die christliche Tugend der Mäßigung gegenüber. Nach katholischer Lehre lässt das den Menschen undankbar gegenüber Gott und der Gabe des Lebens werden. Die Strafe für diese, lateinisch Gula genannte, Todsünde sei danach die Verbannung in die Hölle und das Erleiden ewiger Schmerzen. Auch deshalb führen Nonnen, Mönche und gläubige Christen ein bescheidenes Leben.
Völlerei war eine der Sünden in Sodom und Gomorra.